# Pèlerinage d'adieu
Le pèlerinage d'Adieu (arabe: حَجّة الْوَدَاع ḥajjat al-wadā') est le nom donné au pèlerinage que Mahomet effectua en 632 EC à La Mecque. Il s'agit là du dernier qu'il fera avant sa mort. Sur le chemin de retour vers Médine, il prononça son dernier sermon. Les instructions laissées par Mahomet durant ce pèlerinage constituent la base des règles du rituel de ce qui constitue le cinquième pilier de l'islam.

## Le pèlerinage d'Adieu

### L'appellation
Ce pèlerinage est d'abord connu comme étant le « hajj al-balagh » (arabe:  حَجّ ٱلْبَلَغ), parce que Mahomet demanda à la foule : « ai-je accompli (ma mission) ? » (arabe: بَلَغْتُ « balaghtu »). Mais il est plus souvent appelé « pèlerinage de l'adieu » du fait qu'il a précédé de trois mois la mort du Prophète.

### Le contexte et l'enjeu
Contrairement à l'année précédente où le pèlerinage avait été dirigé par Abu Bakr, cette fois-ci le Prophète en prit la direction, conduisant une foule importante de laquelle, comme en 631, étaient exclus les idolâtres,, ce qui marqua l'affirmation et le triomphe de l'islam. Bien que fort affaibli, le Prophète trouva la force d'y prononcer un sermon (arabe: khutba) que la tradition a conservé.
Il est accompagné par une foule importante de croyants, et il profite de cette occasion pour affirmer ou réaffirmer un certain nombre de règles pour les Musulmans, règles qui auront une influence importante durant les siècles qui suivirent. Ainsi, les femmes doivent être bien traitées, les vendettas de la période de la Jahiliyya sont abolies, tout comme les intérêts usuraires et les mois intercalaires du calendrier. Il réaffirme aussi l’égalité entre les êtres humains sans distinction, que ce soit ethnique ou sociale, et souligne une nouvelle fois encore l’importance du comportement respectueux que doit adopter le musulman. Mais il va aussi préciser les règles du pèlerinage. Cependant, quantité de questions précises se sont posées aux exégètes, juristes et savants musulmans à propos de ce qu'il avait fait exactement, ce qui a été source de nombreuses disputes. Quelques exemples: à quelle date précise a-t-il quitté Médine? Voulait-il accomplir uniquement le hajj ou le combiner avec l'oumra? S'est-il mis du parfum avant de se vêtir des vêtements rituels? Combien d'animaux a-t-il sacrifié? Et encore nombre d'autres questions précises. Autant de points de désaccord entre les savants, renforcés par les nombreuses contradictions sur ces sujets dans la littérature des hadith, qui expliquent les différences de règles sur les rites du hajj que l'on trouve dans les différentes écoles juridiques (même s'il convient de ne pas exagérer ces différences).

### L'établissement du rite
Il arrive à la Mecque le 3 dhou al-hijja et il accomplit les rites de la oumra, tournant autour de la Ka'aba et faisant sur sa chamelle les sept trajets entre Safâ et Marwa. Il descend ensuite de sa monture et lance sept fois la formule Allahu akbar. Il se repose ensuite dans sa tente, sans pénétrer dans une aucune maison de la Mecque.
Le pèlerinage à proprement dit commence le 8 dhou al-hijja. L'assistance est très attentive à ses gestes et paroles, sachant que ces éléments deviendraient la base du rituel. Et en effet, on considère en général que ce pèlerinage fixe dans leurs grandes lignes la forme et le déroulement des cérémonies, même si, plus tard, certains détails des actions de Mahomet ont été discutés par les juristes. Désormais, le pèlerinage commencerait et se terminerait à la Mecque, tout en incluant des visites dans des lieux proches. C'est ainsi que Mahomet accomplit les rites au mont Arafat et dans les vallées de Mina et de Mozdalifa, tout en prenant bien soin de détacher ces rites de tout ce qui aurait pu rappeler le paganisme. Il précisa que tout l'espace était autour de ces lieux était licite pour les rites, et il abolit également toutes les particularités de rites propres aux tribus. De cette manière, en leur attribuant une nouvelle signification, des pratiques païennes pouvaient être intégrées, comme le montre par exemple le rituel pratiquée à Mina : l'ancienne lapidation de colonnes de pierre devenait maintenant la lapidation des démons, ce qui éliminait toute référence païenne.
Le 10, il se fit raser la chevelure et accomplit les rites de désacralisation. Il rappela ensuite à la foule que le 10 dhou al-hijja était le jour du sacrifice, jour du Pèlerinage majeur, que le territoire de la Mecque et le mois où il se tenait étaient tous deux sacrés : « C'est le jour du Pèlerinage majeur. Votre sang, vos biens, votre honneur sont sacrés comme l'est ce territoire en ce mois et en ce jour. » De ce fait, Mahomet assura la prééminence de la Mecque et du mois consacré au pèlerinage, et il concentre le rituel sur quelques jours de ce même mois.

## Le sermon de l'Adieu
Dans le sermon qu'il tint à Ghadir Khumm, événement commémoré lors de l'Aïd al-Ghadir, Mahomet fit d'importantes déclarations.
D'après Ibn Ishâq, le Prophète dit:
« Ô peuples ! Écoutez mes paroles; car je ne sais pas si, une autre année, je pourrai me retrouver encore avec vous dans ce lieu ! Soyez humains et justes entre vous. Que la vie et la propriété de chacun soient inviolables et sacrées pour les autres; que celui qui a reçu un dépôt le rende fidèlement à celui qui le lui a remis et sans intérêt. Vous paraîtrez devant votre Seigneur, et Il vous demandera compte de vos actions. Traitez bien les femmes, elles sont vos aides, elles ne peuvent rien par elles seules. Vous les avez prises comme un bien que Dieu vous a confié, et vous avez pris possession d'elles par des paroles divines.
Ô peuples ! Écoutez mes paroles et fixez-les dans vos esprits. Je vous ai tout révélé; je vous laisse une loi qui vous préservera à jamais de l'erreur, si vous y restez fidèlement attachés; une loi claire et positive, le livre de Dieu et l'exemple de son prophète.
Ô peuples ! Écoutez mes paroles et fixez-les dans vos esprits. Sachez que tout musulman est le frère de l'autre; que tous les Musulmans sont frères entre eux, que vous êtes tous égaux entre vous, et que vous n'êtes qu'une famille de frères. Gardez-vous de l'injustice; personne ne doit la commettre au détriment de son frère : elle entraînerait votre perte éternelle.
Ô Dieu! Ai-je terminé mon message et terminé ma mission? — La foule qui l'entourait répondit : « Oui, tu l'as accomplie. » Et Mahomet s'écria : Ô Dieu, daigne recevoir ce témoignage! »
 Selon Ibn Ishâq, il dit aussi:
« Votre sang et vos biens sont sacrés jusqu’au jour où vous rencontrerez votre Seigneur ; comme le sont ce jour-ci et ce mois-ci. »  « J’ai laissé parmi vous ce qui, si vous y tenez fermement, vous préservera de l’erreur, une orientation claire, le livre de Dieu. Ô gens, écoutez mes paroles et comprenez ! »
Il leur transmit ensuite ce verset qui venait de lui être révélé :
« Les incrédules désespèrent aujourd'hui / de vous éloigner de votre Religion / Ne les craignez pas! Craignez-moi!
Aujourd'hui, j'ai rendu votre Religion parfaite; / j'ai parachevé ma grâce sur vous; j'agrée l'Islam comme étant votre Religion. »
Après cette révélation ‘Omar pleura et le Prophète lui dit :
« Qu’est-ce qui te fait pleurer? »
Il répondit :
« Ce qui me fait pleurer c’est que nous étions en train d’accroître notre religion mais celle-ci est à présent parachevée. Or, jamais rien ne s’achève sans s’exposer à la diminution ».
Le Prophète lui répondit : « Tu as raison »
Il conclut son sermon en posant cette question :
« Ô peuples ! Vous ai-je fidèlement délivré mon message ? »
Un puissant murmure s’éleva alors qu’il y avait des milliers de gorges (entre 124 000 et 144 000 hommes) et les mots furent « Allâhumma na′am: par Dieu, Oui »
Ensuite le prophète leva l’index et s’exclama à trois reprises « Ô Dieu, sois Témoin ! »

### Traductions du Sermon d'Adieu
- Armand-Pierre Caussin de Perceval, Essai sur l’Histoire des Arabes , , , p. (lire en ligne), p., t. III, Paris, Firmin Didot Frères, 1848, 603 p. (lire en ligne), p. 299-307, avec trad. du Discours d’Adieu, pp. 301-3
- « Mahomet et l'islamisme », Revue spirite: journal d'études psychologiques, no 11,‎ novembre 1866, p. 321-335 (lire en ligne, consulté le 14 septembre 2020)
- Régis Blachère, « L’allocution de Mahomet lors du Pèlerinage d’Adieu », dans Régis Blachère, Analecta, Damas, Institut français de Damas, 1975, XLV, 632 (lire en ligne), Voir le Discours d'Adieu au § 22 du texte en ligne (version d'Ibn Hishâm)

### Études
- (en) Camilla Adang, « The Prophet’s Farewell Pilgrimage (Hijjat al-wadâ’). The true story according to Ibn H. Azm », Jerusalem Studies in Arabic and Islam,‎ 2005, p. 112-153 (lire en ligne)
- Régis Blachère, « L’allocution de Mahomet lors du Pèlerinage d’Adieu », dans Régis Blachère, Analecta, Damas, Institut français de Damas, 1975, XLV, 632 (lire en ligne), p. 121-143
- Maurice Gaudefroy-Demombynes, Le pèlerinage à la Mekke : étude d'histoire religieuse, Paris, P. Geuthner, 1923, VIII, 332 (présentation en ligne)